# 하마다역
하마다역(일본어: 浜田駅)은 일본 시마네현 하마다시에 있는 서일본 여객철도 산인 본선의 철도역이다.

## 역 구조
하마다 시의 중심역이며, 모든 열차가 정차한다. 직영역이며, 당 역을 포함한 하네역 - 마스다역 간 각 역과 산코 선내의 전체 중간역을 관리하는 하마다 철도부의 최종역이다. 일부의 보통열차는 이 역에서 계통 분단되는 것 외, 마스다 방면으로의 하행 쾌속은 이 역에서부터 먼저 각 역에 정차한다.
단선 · 섬식의 복합형 2면 3선의 승강장을 가진다. 승강장은 지상뿐이지만 개찰은 승강장을 건너는 선상에 설치되어 있다. 승강장 간의 연결은 계단과 통로를 사용한다.
| 플랫폼 | 노선        | 방향   | 행선지                   | 비고                  |
| ------ | ----------- | ------ | ------------------------ | --------------------- |
| 1      | ■ 산인 본선 | 하행선 | 마스다 · 신야마구치 방면 |                       |
| 2      | ■ 산인 본선 | 상행선 | 이즈모시 · 마쓰에 방면   | 일부 보통 · 쾌속 열차 |
| 2      | ■ 산인 본선 | 하행선 | 마스다 방면              | 일부의 보통 열차      |
| 3      | ■ 산인 본선 | 상행선 | 이즈모시 · 마쓰에 방면   |                       |

## 이용 현황
| 승차 인원 추이 | 승차 인원 추이 |
| 연도           | 1일 평균       |
| -------------- | -------------- |
| 1999           | 1,231          |
| 2000           | 1,238          |
| 2001           | 1,182          |
| 2002           | 1,093          |
| 2003           | 1,069          |
| 2004           | 1,076          |
| 2005           | 1,034          |
| 2006           | 979            |
| 2007           | 960            |
| 2008           | 954            |
| 2009           | 946            |
| 2010           | 901            |

## 역 주변
- 시마네 현립 체육관
- 하마다 시 육상 경기장
- 하마다 시 야구장
- 산인 합동은행 하마다히가시 지점
- 국립병원기구 하마다 의료센터
- 국도 제9호선

## 인접 역
| 서일본 여객철도 산인 본선 | 서일본 여객철도 산인 본선 | 서일본 여객철도 산인 본선 |
| ------------------------- | ------------------------- | ------------------------- |
| 시모코 요나고 방면        | ■ 산인 본선               | 니시하마다 마스다 방면    |